# Harad (Éthiopie)
Pour les articles homonymes, voir Harad et Harad (homonymie).
Harad ou Har Ad est une ville de l’est de l’Éthiopie située dans la zone Korahe de la région Somali. Elle est le chef-lieu du woreda Debeweyin et a 9 359 habitants en 2007.
Également appelée Debe Weyin comme le district, Harad se trouve au bord de la rivière Fafen, une cinquantaine de kilomètres à l'ouest de Shilabo,[à vérifier].